# Doïráni (Kilkís)
Doïráni, en grec moderne : Δοϊράνη, est un village et un ancien dème de Macédoine-Centrale en Grèce. Depuis 2010, il fait partie du dème de Kilkís.
Selon le recensement de 2011, la population du dème compte 1 404 habitants tandis que celle du village s'élève à 83 habitants.